# Tunde Adebimpe
Babatunde „Tunde” Adebimpe (ur. 1975) – amerykański muzyk, aktor i reżyser, znany głównie jako wokalista zespołu z TV on the Radio. Urodził się w Nigerii, lecz dorastał w Hampton Township na przedmieściach Pittsburgh. Uczęszczał do Shady Side Academy w latach 1989 - 1993, a po ukończeniu szkoły przeprowadził się do Nowego Jorku. Tam ukończył Tisch School of the Arts na Uniwersytecie Nowojorskim. Po studiach pracował jako rysownik dla MTV.

## Kariera aktorska
W 2001 Adebimpe wystąpił w filmie Jump Tomorrow. W 2008 wystąpił również w filmie 
Jonathana Demme’a Rachel wychodzi za mąż u boku Anne Hathaway. W filmie wykonuje a cappella cover utworu Neila Younga „Unknown Legend”.